# 于璋
于璋（?—?），元朝大臣，元武宗时中书参知政事。
元世祖至元二十七年（1290年）担任江南行台侍御史，后来转任参议中书省事。元成宗大德元年（1297年），奉命到淮东赈济饥民。大德十一年（1307年），元成宗驾崩，元武宗即位，定中书省官为十二员：右丞相塔剌海，左丞相塔思不花，平章政事床兀儿、乞台普济如故，阿沙不花、塔失海牙为平章政事，孛罗答失、刘正为右丞，郝天挺、也先帖木儿为左丞，于璋、乌伯都剌为参知政事。至大四年（1311年），担任江南行台御史中丞，在官任上去世，死后谥号文简。